# Gavi (fotbalist)
Pablo Martín Páez Gavira (n. 5 august 2004, Los Palacios y Villafranca, Sevilla, Spania) este un fotbalist spaniol, care joacă pe postul de mijlocaș la FC Barcelona în Primera División și este internațional cu echipa națională de fotbal a Spaniei.

## Carieră

### Început
Gavi s-a născut în Los Palacios y Villafranca, Andaluzia. Și-a început cariera la La Liara Balompié, un club din orașul natal, unde a petrecut doi ani, între 2010 și 2012. De acolo a trecut la academia de tineret a lui Real Betis, unde a petrecut două sezoane. A marcat 95 de goluri pentru echipa de tineret a lui Real Betis.

### Barcelona

#### Tineret
În 2015, la vârsta de 11 ani, a semnat cu FC Barcelona.

#### Sezonul 2021-2022
După ce a jucat de două ori pentru Barcelona B în sezonul 2020-21, Gavi a fost promovat la echipa de seniori pentru amicalele de pre-sezon cu prima echipă înainte de începerea noului sezon. După performanțe bune în victoriile împotriva lui Gimnàstic de Tarragona și Girona, s-a raportat că Gavi ar fi trecut peste Riqui Puig în echipa lui Ronald Koeman. A continuat această formă bună într-o victorie cu 3-0 împotriva echipei germane VfB Stuttgart, fiind comparat cu legenda Barcelonei, Xavi.
Pe 29 august 2021, a jucat primul său meci oficial pentru prima echipă a Barcelonei în victoria cu 2-1 în La Liga împotriva lui Getafe, înlocuindu-l pe Sergi Roberto în minutul 73. Pe 18 decembrie, Gavi a marcat primul său gol pentru club și a oferit o pasă de gol în victoria cu 3-2 pe teren propriu împotriva lui Elche.

## Cariera internațională
Gavi a reprezentat Spania la nivelurile sub 19 și sub 26.
Pe 30 septembrie 2021, Gavi a primit o chemare surpriză la echipa națională de seniori a Spaniei de către managerul Luis Enrique. El și-a făcut debutul în victoria din semifinala de Liga Națiunilor UEFA împotriva Italiei pe 6 octombrie, devenind cel mai tânăr jucător care a reprezentat vreodată Spania la nivel de seniori. În finala împotriva Franței din 10 octombrie, Spania a suferit în cele din urmă o înfrângere cu 2-1. Pe 5 iunie 2022, a marcat primul său gol cu naționala în Liga Națiunilor în deplasarea împotriva Republicii Cehe, devenind cel mai tânăr jucător care a marcat vreodată reprezentând Spania la nivel de seniori.